# RTVE Play
RTVE Play, anteriormente conocido como RTVE A la Carta e inicialmente como TVE A la Carta, es un servicio de transmisión por Internet, televisión y radio de RTVE. Es posible ver los canales de televisión (RTVE Play) o escuchar las cadenas de radio (RTVE Audio) en directo además de poder ver series, informativos, documentales, programas y escuchar música. Después de su reformación como RTVE Play, se anunció que la plataforma empezaría a ofrecer sus propios contenidos originales y exclusivos.

## Formatos originales de RTVE Play

### Series

#### Series originales
| Título            | Estreno                 | Final        | Temporadas               | Estado            |
| ----------------- | ----------------------- | ------------ | ------------------------ | ----------------- |
| Esto no es Suecia | 28 de noviembre de 2023 | Por anunciar | 1 temporada, 8 episodios | Pendiente Estreno |

#### Series preestrenadas de TVE
| Título               | Estreno                  | Final                    | Temporadas                | Estado     |
| -------------------- | ------------------------ | ------------------------ | ------------------------- | ---------- |
| Ana Tramel. El juego | 21 de septiembre de 2021 | 21 de septiembre de 2021 | 1 temporada, 6 episodios  | Finalizada |
| HIT                  | 21 de octubre de 2021    | 23 de diciembre de 2021  | 1 temporada, 10 capítulos | Finalizada |

### Documentales

#### Series documentales
| Título                                | Estreno                  | Final                    | Temporadas                          | Estado     |
| ------------------------------------- | ------------------------ | ------------------------ | ----------------------------------- | ---------- |
| Edelweiss                             | 22 de septiembre de 2021 | 22 de septiembre de 2021 | 1 temporada, 4 episodios            | Finalizado |
| Ruiz-Mateos, el primer fenómeno viral | 27 de octubre de 2021    | 27 de octubre de 2021    | 1 temporada, 4 capítulos            | Finalizado |
| La última frontera                    | 15 de noviembre de 2021  | 15 de noviembre de 2021  | 1 temporada, 4 capítulos            | Finalizado |
| Lucía en la telaraña                  | 24 de noviembre de 2021  | 24 de noviembre de 2021  | 1 temporada, 5 episodios            | Finalizado |
| Raíces                                | 23 de febrero de 2022    | 23 de febrero de 2022    | 1 temporada, 2 episodios            | Finalizado |
| El asesino de la baraja               | 21 de diciembre de 2022  | 21 de diciembre de 2022  | 1 temporada, 3 episodios y un extra | Finalizado |
| El robo del Códice                    | 28 de diciembre de 2022  | 28 de diciembre de 2022  | 1 temporada, 3 episodios            | Finalizado |
| Javier Fernández. Rompiendo el hielo  | 27 de febrero de 2023    | 27 de febrero de 2023    | 1 temporada, 3 episodios            | Finalizado |
| Ciencia Maps                          | 2 de marzo de 2023       | 2 de marzo de 2023       | 1 temporada, 5 episodios            | Finalizado |
| Pacto de silencio                     | 1 de junio de 2023       | 1 de junio de 2023       | 1 temporada, 2 episodios            | Finalizado |
| Malaya. Operación secreta             | 25 de octubre de 2023    | 25 de octubre de 2023    | 1 temporada, 4 episodios            | Finalizado |
| Alter Ego. La inteligencia invisible  | 7 de noviembre de 2023   | 7 de noviembre de 2023   | 1 temporada, 3 episodios            | Finalizado |

#### Películas documentales
| Título                        | Estreno              |
| ----------------------------- | -------------------- |
| Susana y el sexo              | 6 de octubre de 2021 |
| Dime. Historia de una canción | 9 de mayo de 2023    |

### Programas y vídeo podcasts
| Título                            | Estreno                 | Final                   | Temporadas                 | Estado            |
| --------------------------------- | ----------------------- | ----------------------- | -------------------------- | ----------------- |
| Benidorm Calling                  | 26 de enero de 2022     | 4 de febrero de 2023    | 2 temporadas, 10 episodios | Finalizado        |
| Eurodramas y comedias             | 17 de marzo de 2022     | 18 de mayo de 2022      | 1 temporada, 13 episodios  | Finalizado        |
| Stage Calling                     | 18 de marzo de 2022     | 5 de mayo de 2022       | 1 temporada, 8 episodios   | Finalizado        |
| ¡Qué decirte que no sepas!        | 17 de octubre de 2022   | 29 de noviembre de 2022 | 1 temporada, 7 episodios   | Finalizado        |
| Lorenavidad                       | 29 de diciembre de 2022 | 30 de diciembre de 2022 | 1 temporada, 2 episodios   | Finalizado        |
| El año de las emociones           | 20 de marzo de 2023     | 24 de abril de 2023     | 1 temporada, 6 episodios   | Finalizado        |
| Ya no quiero esconderme           | 21 de junio de 2023     | 21 de junio de 2023     | 1 temporada, 3 episodios   | Finalizado        |
| El último programa                | 23 de junio de 2023     | Presente                | 1 temporada, ¿? episodios  | En emisión        |
| Lo: cocina, producto y naturaleza | 8 de septiembre de 2023 | Presente                | 1 temporada, 13 episodios  | Finalizado        |
| Late Xou con Marc Giró            | 9 de octubre de 2023    | Presente                | 1 temporada, ¿? episodios  | En emisión        |
| Un día de perros                  | 19 de noviembre de 2023 | Presente                | 1 temporada, 6 episodios   | En emisión        |
| En espera de estreno              |                         |                         |                            |                   |
| Make Up Stars                     | Por anunciar            | Por anunciar            | 1 temporada, 6 episodios   | Pendiente Estreno |

### Especiales
| Título               | Estreno                 |
| -------------------- | ----------------------- |
| ¿Quién se ríe ahora? | 29 de diciembre de 2021 |

## Servicios

### Emisión nacional
En España, al provenir de RTVE, la empresa pública de radio y televisión española, RTVE Play es una aplicación totalmente gratuita,  desde mayo de 2024 es necesario registrarse, y que permite reproducciones simultáneas ilimitadas, en cualquier dispositivo (ordenador, tableta, teléfono móvil o televisión conectada), en cualquier momento. Algunos programas, normalmente ciertas películas y documentales, no pueden verse en la web por restricciones en los contratos de derechos audiovisuales; no obstante, RTVE está trabajando con sus proveedores de programas, renegociando antiguos contratos o incluyendo cláusulas específicas en aquellos nuevos, para lograr que en el futuro la totalidad de programación de RTVE pueda disfrutarse a través de RTVE Play sin restricciones. Desde hace meses RTVE está produciendo contenidos exclusivos para su plataforma y adquiriendo derechos de contenidos audiovisuales para ofrecerlos de forma gratuita a los usuarios de RTVE Play.

### Accesibilidad
RTVE Play ha implementado diversas funcionalidades que mejoran la accesibilidad de sus contenidos. Las emisiones de streaming en directo de los canales de TVE (La1, La2, Canal24 Horas, Clan y Teledeporte) ofrecen subtítulos multiidioma (español, inglés, catalán, euskera y gallego) en tiempo real. 

### Suscripción internacional
La versión internacional de RTVE Play, RTVE Play+, es un servicio de transmisión por Internet que permite visualizar contenidos de RTVE Play fuera de España con un coste mensual de 4,99 dólares estadounidenses al mes.
Las diferencias entre la versión nacional española y la internacional, además del coste para los residentes fuera de España, está en que la versión internacional solo permite tres reproducciones simultáneas, y consta de un sitio web y aplicación diferenciada de RTVE Play disponible en ordenadores PC y macOS, en dispositivos móviles iOS y Android, con compatibilidad con Google Chromecast, pero no con Amazon Fire TV Stick. Además, RTVE Play+ está obligada a geobloquear, en determinados países o en todos ellos, la emisión de algunos programas presentes en RTVE Play para cumplir sus compromisos contractuales, y puede emitir publicidad comercial.

## Emisión en 4K
- En abril de 2023, con el programa de La 2 "La matemática del espejo", se produjo la primera emisión en 4K a través de RTVE Play de forma simultánea a la emisión en televisión.[33]